# Örsjösjön
Örsjösjön är en sjö utanför samhället Örsjö i Nybro kommun i Småland och ingår i Hagbyåns huvudavrinningsområde. Sjön är 2,7 meter djup, har en yta på 0,87 kvadratkilometer och befinner sig 106,3 meter över havet. Sjön avvattnas av vattendraget Hagbyån (Örsjöån). Vid provfiske har bland annat abborre, braxen, gers och gädda fångats i sjön.
Sjön, tillsammans med de gruskullar som ligger vid sjöns inlopp mot samhället, tros ha gett upphov till namnet Örsjö (ör=grusbank).

## Delavrinningsområde
Örsjösjön ingår i delavrinningsområde (628468-149688) som SMHI kallar för Utloppet av Örsjösjön. Medelhöjden är 138 meter över havet och ytan är 15,52 kvadratkilometer. Räknas de 8 avrinningsområdena uppströms in blir den ackumulerade arean 145,22 kvadratkilometer. Avrinningsområdets utflöde Hagbyån (Örsjöån) mynnar i havet. Avrinningsområdet består mestadels av skog (72 %). Avrinningsområdet har 1,05 kvadratkilometer vattenytor vilket ger det en sjöprocent på 6,7 %. Bebyggelsen i området täcker en yta av 0,58 kvadratkilometer eller 4 % av avrinningsområdet.

## Fisk
Vid provfiske har följande fisk fångats i sjön:
- Abborre
- Braxen
- Gärs
- Gädda
- Löja
- Mört
- Sarv
- Sutare